# Christian Doppler Labors
Christian Doppler Labors sind technisch-wissenschaftliche Forschungsinstitute, die an österreichischen Hochschulinstituten ab dem Jahr 2000 gegründet wurden. Sie werden jeweils zur Hälfte durch die öffentliche Hand und Unternehmenspartner finanziert und sind nach dem österreichischen Wissenschaftler Christian Doppler (1803–1853) benannt.

## Struktur der Laboratorien

### Ziele
Die Laboratorien dienen drei Zwecken:
- der anwendungsorientierten Grundlagenforschung,
- der Zusammenarbeit zwischen Universitäten und Unternehmen
- sowie dem allgemeinen Technologietransfer.

Durch das Modell soll ein „Brückenschlag zwischen Grundlagenforschung und industrieller Anwendung“ erfolgen.

### Kooperation zwischen Hochschulinstituten und Unternehmen
Die meisten dieser Laboratorien sind als Abteilungen an bestehende Hochschulinstitute angegliedert. So kann die bestehende wissenschaftliche Infrastruktur optimal genutzt werden. Die Forschungsaufträge stammen von Partnern aus der Industrie. Die Laboratorien forschen im Auftrag und mit Unterstützung der Partner an einem Thema der anwendungsorientierten Grundlagenforschung.
Durch dieses Modell sollen beide Seiten profitieren: Die Unternehmen erhalten Zugriff auf die Forschungskapazität am Hochschulinstitut. Dieses erhält im Gegenzug Unterstützung und Rückmeldung des Industriepartners, der an einer praxisorientierten Forschung interessiert ist. Das Modell ist für beide Seiten über längere Zeit finanziell und organisatorisch abgesichert und erleichtert so die Zusammenarbeit.

### Finanzierung
Jeweils die Hälfte der Kosten eines Christian Doppler Labors werden von der öffentlichen Hand und den Industriepartnern getragen. Im Rahmen einer Public Private Partnership finanzieren die Unternehmen gemeinsam mit dem Bundesministerium für Digitalisierung und Wirtschaftsstandort und der Nationalstiftung für Forschung, Technologie und Entwicklung die Forschung der CD-Labors. Für die Unternehmen bedeutet dies, dass jeder investierte Euro vom Staat verdoppelt wird. Die öffentliche Hand hingegen kann so sicherstellen, dass die beteiligten Universitätsinstitute anwendungsorientierte Grundlagenforschung betreiben. Die Abwicklung und Prüfung der Projektanträge sowie finanzielle Abwicklung der Förderung laufen über die Christian Doppler Forschungsgesellschaft, einen gemeinnützigen Verein mit Sitz in Wien.
Im Jahr 2005 betrug das Budget für die damaligen Laboratorien 12,508 Millionen Euro, im Jahr 2019 lagen die Forschungsausgaben der Christian Doppler Forschungsgesellschaft für CD-Labors und JR-Zentren bei insgesamt 33 Millionen Euro.

## Wissenschaftlich-technische Arbeitsbereiche der CD-Labors
Die Spannweite der Forschung und Entwicklung an diesen Labors reicht von Physik, Elektrotechnik und Informatik über geometrische Anwendungen (Satellitengeodäsie, Bauvermessung) und Verkehrstechnik bis zur Biologie und Medizin.
Im Detail betreffen die genannten Laboratorien u. a. die folgenden Fächergruppen (alphabetisch):
- Bauwesen (Material- und Baustoff-Technologie)
- Chemie und Kunststoffchemie, Adsorptionstechnik, Elektrolyte, Zellstoffindustrie
- Finanzmathematik
- Elektronik / Elektrotechnik und Informatik, Nichtlineare Signalverarbeitung, Embedded Processors
- Energietechnik (chemische und Brennstoffzellen)
- Geodäsie, Langstrecken- und Koppel-Navigation
- Werkstoffkunde und Baustoffe, Werkstoffdesign, Metall- und Holzbearbeitung, Molecular Recognition Materials (MRMs)
- Medizin, Biomedizin und Biologie
- Biotechnologie
- Metallurgie (Optimierung von Stahlproduktion, Strangguss und Nichteisenmetallen)
- Verkehrs- und Fahrzeugtechnik: z. B. Kfz-Messtechnik, Motor- und Fahrzeugakustik, oder Thermodynamik von Verbrennungsmotoren.

## Liste von Laboratorien
Alpen-Adria-Universität Klagenfurt:
- Adaptive Streaming over HTTP and Emerging Networked Multimedia Services - ATHENA (in Kooperation mit der bitmovin GmbH)[4][5]

Georg-August-Universität Göttingen
- Kavitation und Mikroerosion (2009 bis 2016)

Joanneum Research:
- Neuartige Funktionalisierte Materialien (in Kooperation mit der Technischen Universität Graz)

Johannes Kepler Universität Linz:
- Digital unterstützte Hochfrequenz-Transceiver in zukünftigen mobilen Kommunikationssystemen
- Mehrskalenmodellierung mehrphasiger Prozesse
- Alterung, Gesundheit und Arbeitsmarkt
- Strukturfestigkeitskontrolle von Leichtbaukonstruktionen
- Kombinatorische Oxidchemie - COMBOX
- Monitoring und Evolution sehr großer Softwaresysteme - MEVSS

Karl-Franzens-Universität Graz:
- Mikrowellen Chemie

Max-Planck-Institut für Eisenforschung:
- Diffusions- und Segregationsvorgänge bei der Produktion hochfesten Stahlbands (2008 bis 2014)
- Polymer/Metall-Grenzflächen (2003 bis 2010)

Medizinische Universität Wien:
- Allergieforschung
- Wiederherstellung von Extremitätenfunktionen und Rehabilitation
- Entwicklung von Allergen-Chips
- Immunmodulation
- Infektionsbiologie - PathoFUN
- Molekulare Karzinom-Chemoprävention
- Diagnose und Regeneration  von Herz- und Thoraxerkrankungen
- Laserentwicklung und deren Anwendung in der Medizintechnik

Medizinische Universität Innsbruck:
- Entzündungsforschung im Gastrointestinaltrakt

Montanuniversität Leoben:
- Verformungs-Ausscheidungs-Interaktionen in Aluminiumlegierungen (01/2025–12/2031)[7]
- Nachhaltige Hartstoffschichten (01/2025–12/2031)[8]
- Einfluss von Recyclingmaterialien auf die mechanische Lebensdauer von Kunststoffen (07/2024–06/2031)[9]
- Wissensbasierte Entwicklung fortschrittlicher Stähle (12/2022–11/2029)[10][11]
- Einschlussmetallurgie in der modernen Stahlherstellung (09/2021–11/2029)[12]
- Selektive Rückgewinnung von Spezialmetallen mittels innovativer Prozesskonzepte (10/2020–09/2027)[13]
- Magnetohydrodynamische Anwendungen in der Metallurgie (07/2018–06/2025)[14][15]
- Fortgeschrittene Aluminium-Legierungen (01/2018–12/2024)[16]
- Computergestütztes Design von Kristallzuchtprozessen (11/2022–10/2029)[17][18]

Österreichische Akademie der Wissenschaften:
- Lokale Analyse von Verformung und Bruch (in Kooperation mit Montanuniversität Leoben)

Technische Universität Graz:
- Brennstoffzellensysteme mit flüssigen Elektrolyten
- Genomik und Bioinformatik
- Kraftfahrzeugmesstechnik
- Modellbasierte Regelung komplexer Prüfstandssysteme
- Nichtlineare Signalverarbeitung
- Papierfestigkeitsforschung
- Thermodynamik der Kolbenmaschinen
- Werkstoffmodellierung und Simulation
- Innovative Pichia pastoris Wirts- und Vektorsysteme[19]
- Organokatalyse in der Polymerisation

Technische Universität München:
- Werkstoffmechanik von Hochleistungslegierungen

Technische Universität Wien:
- Labor Anwendungsorientierte Schichtentwicklung (seit 2012)
- Software Engineering Integration for Flexible Automation Systems (seit 2010)
- Compilation Techniques for Embedded Processors
- Design Methodology of Signal Processing Algorithms
- Funktechnologien für nachhaltige Mobilität (seit 2009)
- Gebrauchsverhaltensorientierte Optimierung flexibler Straßenbefestigungen
- Portfolio Risk Management
- Spatial Data from Laser Scanning and Remote Sensing
- Technologie-CAD in der Mikroelektronik
- Zuverlässigkeitsprobleme in der Mikroelektronik (seit 2010)
- Verfahrenstechnik bei hohen Temperaturen
- Thermoelektrizität (seit 2013)[20]
- Advanced Magnetic Sensing and Materials
- Embedded Machine Learning (seit 2019)[21][22]

Universität für Bodenkultur Wien:
- Cellulose Hightech-Materialien unter Hubert Hettegger, seit 2023
- Innovative Kleiebioraffinerie unter Wolfgang Kneifel, bis 2018
- Innovative Methoden in Fließgewässermonitoring, Modellierung und Flussbau unter Helmut Habersack, bis 2017
- Mykotoxin-Metabolismus unter Franz Berthiller, bis 2017
- Antikörperengineering unter Christian Obinger, bis 2016
- Gentechnisch veränderte Milchsäurebakterien unter Reingard Grabherr, bis 2015
- Moderne Cellulosechemie und -analytik unter Thomas Rosenau und Antje Potthast, bis 2015
- Analytik allergener Lebensmittelkontaminanten unter Sabine Baumgartner, bis 2014
- Rezeptor Biotechnologie II unter Alois Jungbauer, beendet 2012
- Mykotoxinforschung unter Rudolf Krska, beendet 2009
- Rezeptor Biotechnologie I unter Alois Jungbauer, beendet 2009
- Grundlagen der Holzbearbeitungsprozesse unter Stefanie Tschegg, beendet 2005
- Zellstoffreaktivität unter Paul Kosma, beendet 2005

Universität Innsbruck:
- Aktive Implantierbare Systeme
- Chemie Cellulosischer Fasern und Textilien
- Bindemittelzusammensetzung und Betonherstellung

Universität Salzburg:
- Allergiediagnostik und -therapie
- Applications of Sulfosalts in Energy Conversion
- Biomechanics in Skiing
- Embedded Software Systems
- Contextual Interfaces

Universität Wien:
- Entropieorientiertes Drug Design (Eröffnung Jänner 2020, Leitung Nuno Maulide)[23]
- Molecular Recognition Materials
- Proteomanalyse

Veterinärmedizinische Universität Wien:
- Gentherapeutische Vektor-Entwicklung
- Molekulare Lebensmittelanalytik

außeruniversitär: Research Center for Non Destructive Testing (RECENDT)
- Photoakustik und Laser-Ultraschall